# Toccata
En toccata (från italienska toccare, "att beröra") är ett stycke inom till exempel klassisk musik. Det är typiskt sett en komposition för orgel, cembalo eller piano. Det innehåller ofta mycket snabba löpningar och/eller stora ackord.
Under barocken var toccata ofta en titel på ett fritt stycke (liksom Preludium respektive Fantasi), som mycket väl kunde inkludera en eller två fugor.
Toccatina är en liten toccata.

## Exempel
Girolamo Frescobaldi:
- Toccata alla elevazione  för orgel

Dietrich Buxtehude:
- Toccata d-moll, BuxWV 155  för orgel

J S Bach:
- Toccata och fuga d-moll ("Den doriska") BWV 538 för orgel
- Toccata och fuga F-dur BWV 540 för orgel
- Toccata, adagio och fuga C-dur BWV 564  för orgel
- Toccata och fuga d-moll, BWV 565  för orgel
- Toccata (Preludium) och fuga E-dur BWV 566 för orgel
- Toccata fiss-moll BWV 910 för klaver
- Toccata c-moll BWV 911 för klaver
- Toccata D-dur BWV 912 för klaver
- Toccata d-moll BWV 913 för klaver
- Toccata e-moll BWV 914 för klaver
- Toccata g-moll BWV 915 för klaver
- Toccata G-dur BWV 916 för klaver

Robert Schumann:
- Toccata C-dur, op.7  för piano

Théodore Dubois:
- Toccata G-dur, ur Douze Pièces  för orgel

Léon Boëllmann:
- Toccata c-moll, ur Suite gothique op.25  för orgel

Eugène Gigout:
- Toccata h-moll,  ur Dix pièces  för orgel

Max Reger:
- Toccata d-moll, op.59:5,  ur Zwölf Stücke  för orgel

Claude Debussy:
- Toccata ciss-moll, ur Pour le piano, svit för piano

Maurice Ravel:
- Toccata e-moll, ur Le tombeau de Couperin, svit för piano

Charles-Marie Widor:
- Toccata F-dur, ur Orgelsymfoni nr 5 f-moll

Augustin Barié:
- Toccata h-moll, från Trois Pièces  för orgel

Louis Vierne:
- Toccata b-moll, från 24 Pièces de Fantasies  för orgel

Sergej Prokofjev:
- Toccata d-moll, opus 11

Franz Schmidt:
- Toccata C-dur  för orgel

Maurice Duruflé:
- Toccata h-moll, ur Suite  för orgel

- Hilding Rosenberg:
- Toccata, Aria pastorale e Ciaccona  för orgel

Valdemar Söderholm:
- Toccata a-moll för orgel

Ingvar Lidholm:
- Toccata e Canto  för orkester

Per Erik Styf
- Toccata över ett afrikanskt motiv för orgel (utgiven på Verbums förlag)

John Rutter:
- Toccata in 7  för orgel

Fredrik Sixten
- Toccata Festival för orgel (utgiven på Gehrmans musikförlag)

Olov Olofsson:
- Toccata per organo (2005) utgiven på STIM Svensk Musik